# Amilasa
La amilasa,  (más propiamente amilasas, dado que existen varias) es una enzima hidrolasa que tiene la función de catalizar la reacción de hidrólisis de los enlaces 1-4 entre las unidades de glucosa al digerir el glucógeno y el almidón para formar fragmentos de glucosa (dextrinas, maltosa) y glucosa libre. En los animales se produce principalmente en las glándulas salivales (sobre todo en las glándulas parótidas) y en el páncreas. Tiene actividad enzimática a un pH de 6,4-7. Cuando una de estas glándulas se inflama, como en la pancreatitis, aumenta la producción de amilasa y aparece elevado su nivel en sangre (amilasemia). El pH óptimo de la amilasa salival es de 6.9. Prácticamente todos los seres vivos disponen de amilasas. Ptialina, amilasa salival, tiene alta afinidad por enlaces alfa 1-4 del centro de las cadenas de polisacárido, y muy baja afinidad por los enlaces de los extremos, es decir, no puede dar glucosa libre.
Fue la primera enzima en ser identificada y aislada por Anselme Payen en 1833, quien en un principio la nombró con el nombre de "diastasa".

## Clasificación

### α-amilasa
(Nombre alternativos: 1,4-α-D-glucano-glucanohidrolasa; glucogenasa; EC 3.2.1.1).
Las amilasas   son enzimas dependientes de calcio, completamente afuncionales en ausencia de iones de calcio. Actúan a lo largo de cualquier punto de la cadena de los carbohidratos, descomponiéndolos en dextrina desde la amilopectina. Dado que puede actuar en cualquier punto de la cadena es más rápida que la β-amilasa. En los animales es una enzima digestiva mayor y su pH óptimo está entre 6,7 y 7,2.

### β-amilasa
(Nombres alternativos: 1,4-α-D-glucano-maltohidrolasa; amilasa sacarogénica; EC 3.2.1.2).
Otra forma de amilasa, la β-amilasa es también sintetizada por bacterias, hongos y plantas. Actúa desde el extremo no reductor de la cadena, catalizando la hidrólisis del segundo enlace α-1,4,  rompiendo dos unidades de glucosa (maltosa) a la vez. La amilasa presente en el grano de cereal es la responsable de la producción de malta. Muchos microorganismos también producen amilasa para degradar el almidón extracelular. Los tejidos animales no contienen β-amilasa, aunque puede estar presente en microorganismos saprofitos del tracto gastrointestinal.

### γ-amilasa
(Nombres alternativos: Glucano 1,4-α-glucosidasa; aminoglucosidasa; Exo-1,4-α-glucosidasa; glucoamilasa; α-glucosidasa lisosómica; 1,4-α-D-glucano glucohidrolasa).
Además de romper el último enlace α(1-4)glicosídico en el extremo no reductor de la cadena de amilosa y amilopectina, liberando glucosa, la γ-amilasa puede romper los enlaces glicosídicos α(1-6). A diferencia de las otras amilasas esta forma es más eficaz en medios ácidos y su pH óptimo es de 3.

## Usos
La amilasa sirve en el diagnóstico de enfermedades al determinar sus niveles en plasma para saber si se puede producir una pancreatitis. Sus niveles pueden estar elevados por un daño a las células productoras de la enzima en el páncreas, o bien, por una deficiencia renal (excreción reducida) o también por paperas (inflamación de las glándulas salivares).
Las enzimas amilasas son empleadas en la fabricación de pan para romper glúcidos complejos como el almidón, presente en la harina, en azúcares simples. La levadura puede entonces alimentarse de esos azúcares simples y convertirlos en productos de fermentación alcohólica, entre ellos el gas carbónico. Este proceso da sabor al pan y leva la masa. Las células del grano de trigo así como la harina que de él se deriva contienen amilasas, pero en la masa estas enzimas necesitan mucho tiempo para liberar cantidades significativas de azúcares a partir del almidón. Este es el motivo de los habituales largos tiempos de fermentación (muy especialmente en ciertas masas). Las técnicas modernas de elaboración de masas incluyen la presencia de amilasas, aportadas por la harina de malta e incluso amilasas fúngicas, para facilitar y acelerar estos procesos.